# Grote Waard

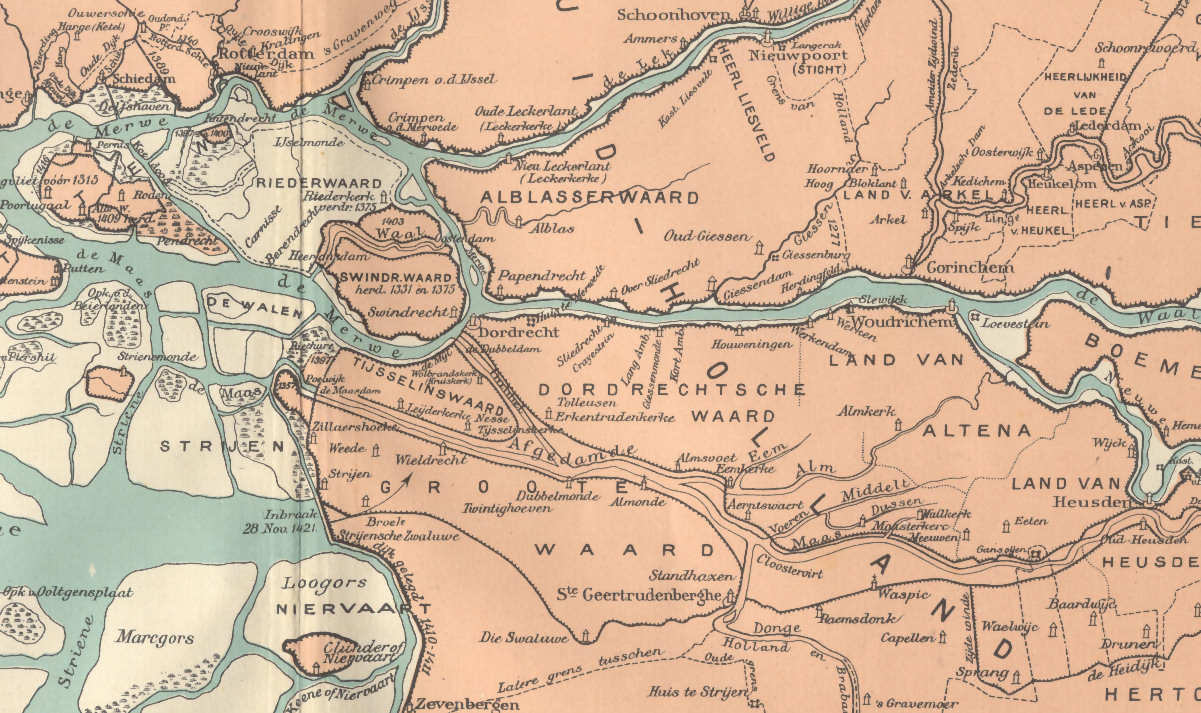
De Groote Waard in 1421. Dit kaartje moet als zeer schematisch worden gezien.

De Gro(o)te of Hollandsche Waard was een landbouwgebied in Holland aan de grens met Brabant. De waard ontstond in de 13e eeuw, na afdamming van de (Romeins-Middeleeuwse) Maas bij Heusden en Maasdam, en het aanleggen van een ringdijk. In 1283 was de ring gesloten. Het was een nat gebied. Ten noorden van de oude Maasbedding lagen kleigronden, ten zuiden ervan veengronden.
De waard had te kampen met verschillende storm- en riviervloeden. Tijdens en na de Sint-Elisabethsvloed  (1421) ging de gehele Grote Waard verloren, waarbij de huidige Biesbosch werd gevormd. Door de invloed van brak water werd het gebied onbruikbaar voor landbouw, en de dorpen werden verlaten. Door sedimentaanvoer uit de grote rivieren ontstonden zandplaten en eilanden. Een deel van het gebied werd in de loop der eeuwen opnieuw ingepolderd.
Delen van het gebied zijn nu gescheiden door water: de Biesbosch, het Eiland van Dordrecht, het oostelijke deel van de Hoeksche Waard en delen van Noord-Brabant.

## Gebied en begrenzing
Deze paragraaf beschrijft de ligging van de Groote waard op de hedendaagse kaart van Nederland. Hiermee wordt een link gelegd tussen heden en verleden. Daarom worden hier ook hedendaagse benamingen gebruikt, in plaats van historische.
De Groote Waard omvatte de gebieden die in het begin van de 21e eeuw bekendstaan als (van oost naar west):
- het Land van Heusden en Altena
- de Biesbosch
- het Eiland van Dordrecht
- het oostelijk deel van de Hoeksche Waard
- ten zuiden van dit geheel een strook van het huidige Noord-Brabant, ongeveer van Heusden tot Moerdijk.

Het gebied werd globaal begrensd door (vanuit het oosten, tegen de klok in):
- De Afgedamde Maas van Heusden tot Woudrichem
- De Boven- en Beneden-Merwede tot Dordrecht
- De Oude Maas tot Puttershoek
- Dwars door de Hoeksche Waard, globaal langs de lijn Puttershoek - Maasdam - Strijen - Moerdijk

De grensrivieren stromen nog min of meer op dezelfde plaats. In de Hoeksche Waard ligt nog een stuk dijk, dat ooit deel uitmaakte van de ringdijk van de Groote Waard. De zuidgrens, op Noord-Brabants grondgebied, is uitermate onscherp.
Het gebied wordt doorsneden door de Bergsche Maas, de Amer, de Nieuwe Merwede en de Dordtsche Kil.

## Plaatsen in de Grote Waard
Naast de steden Dordrecht en Geertruidenberg telde de Grote Waard een groot aantal kerkdorpen. Enkele daarvan bestaan nog steeds, of beter weer: de gronden zijn door de rechthebbenden opgeëist toen ze na eeuwen weer droog vielen en vervolgens opnieuw in cultuur gebracht.
- Aalburg
- Almkerk
- Andel
- Drimmelen
- Drongelen
- Dubbeldam
- Eethen
- Giessen

- 's Grevelduin-Capelle
- Hoecke (Puttershoek)
- Hooge Zwaluwe
- Lage Zwaluwe
- Maasdam
- Meeuwen
- Rijswijk
- Sleeuwijk

- Strijen (elders herbouwd)
- Veen
- Werkendam
- Wieldrecht
- Woudrichem
- Wijk

### Verdronken dorpen
Enkele verdronken dorpen in de Grote Waard. Van sommige dorpen zijn sporen gevonden bij opgravingen. Van andere is slechts de naam overgeleverd. Van de dorpen Houweningen (in 1983), Erkentrude (in 1991) en Wolbrands (in 2010) zijn met zekerheid restanten teruggevonden.
- Achthoeven
- Alloysen, ook Tolleuzen genoemd
- Almkerke
- Almonde
- Almstein (kasteel)
- Almsvoet
- Broek
- Crayestein (kasteel of burcht)
- Drimmelen
- Dubbelmonde
- Eemkerk
- Eemsteyn (klooster)

- Erkentrude of Erkentrudekerke
- Gheenemanspolder
- Giessenmonde
- Gregenmonde
- Herradeskerke
- Heysterbach (klooster)
- Hoekenesse
- Houweningen
- Kort-Ambacht
- Lang-Ambacht
- Leerambacht
- Nesse (ambacht & gehucht)
- Oudeland

- Slydregt, op de zuidelijke oever van de Merwede[4]
- Standhasen
- Tiesselingskerke
- Toloysen, ook Tolleuzen of Alloisen genoemd
- Twintighoeven
- Vorensater
- Weede
- Wieldrecht
- Wolbrands of Wolbrandskerke